# Flint Capital
Flint Capital («Флинт капита́л») — международный венчурный фонд, специализирующийся на финансировании высокотехнологичных проектов в области интернет-технологий, медиа, а также финансовых сервисов, проектов в сфере виртуальной и дополненной реальности.
Основан 13 мая 2013 года партнёрами управляющей компании Flint Management: Дмитрием Смирновым и Олегом Сейдаком, в прошлом CEO и Managing Director Finam Global соответственно. В настоящий момент управляющим партнером фонда является Дмитрий Смирнов.
Представители фонда характеризуют свой основной фокус на перспективные, масштабируемые проекты, ориентированные на глобальные и быстрорастущие рынки.
География инвестиций Flint Capital распространяется на рынки Европы, США и Израиля; офисы расположены в Тель-Авиве, Берлине, Москве, Бостоне и Пало-Альто. На сегодняшний день объём фонда Flint Capital I составляет $100 млн. Объем фонда Flint Captal II составит $100 млн; средний чек в одну сделку превышает $1 млн.

## Направления инвестирования
Flint Capital имеет диверсифицированную стратегию в отношении инвестиций в технологическом секторе.
Основные направления инвестиций Flint Capital — искусственный интеллект и машинное обучение, дополненная и виртуальная реальность (AR, VR), инструменты цифрового маркетинга, FinTech, Internet of Things, телекоммуникации, кибербезопасность и хранение данных, решения в области анализа «больших данных» (Big Data), прочие SaaS / PaaS.

## Портфель фонда
По состоянию на начало 2017 года в портфеле Flint Capital находится 23 компании. Целевая доля участия фонда в портфельных компаниях составляет от 10 до 35 % при среднем объёме инвестиций в один проект — от $0,5−3 млн.

## Выходы фонда
- Lending Club — глобальная платформа для заемщиков и инвесторов с широким спектром услуг и оценкой платежеспособности заемщиков. Фонд проинвестировал в компанию в июле 2014 года, а в декабре 2014 года состоялось IPO компании на Нью-Йоркской фондовой бирже (NYSE)[8].
- Blazemeter — облачная платформа для проведения нагрузочного тестирования веб-сайтов. Распределенная сеть серверов позволяет сгенерировать нагрузку до сотен тысяч пользователей. Фонд вошел в компанию в декабре 2015 года и вышел в сентябре 2016 года[9].
- MentAd — маркетинговая платформа для определения целевой аудитории и вычисления ROI. Фонд инвестировал совместно с Titanium Investments в 2014 году. Общий объем инвестиций составил $4,7 млн[10]. В январе 2017 года оба фонда вышли из компании[11].
- MatchCo — калифорнийский стартап, предлагающий клиентам определить собственный тон лица с помощью мобильного приложения и на основе полученных данных подобрать индивидуальную базу под макияж. Flint Capital профинансировал MatchCo в марте 2015 года. Выход состоялся в январе 2017 года[12].
- Sum&Substance —  технологии удаленной идентификации и верификации физических лиц (клиентов, партнеров и сотрудников) для предотвращения мошенничества. Фонд инвестировал в компанию несколько сотен тысяч долларов в 2014 году вместе с United Capital Partners и Pretiosum Ventures и вышел из проекта в январе 2020 года[13].
- Voca.ai — проект создаёт для колл-центров голосовых помощников с искусственным интеллектом, которые адаптируют свои фразы под каждого клиента. Фонд начал инвестировать в проект в 2018 году и вышла из него в ноябре 2020, общая сумма инвестиций за два года составила 2 млн долларов[14].
- Loom Systems — компания, создавшая платформу Sophie на основе искусственного интеллекта для digital-бизнесов. Она может распознавать ошибки в IT-системах быстрее других инструментов. В ноябре 2019 года фонд инвестировал в стартап 4 млн долларов, а в апреле 2020 года вышел из проекта[15].

## Рейтинги
Flint Capital занял третье место в рейтинге самых активных венчурных фондов в Израиле в 2014 году.
Flint Capital ежегодно участвует в рейтинге самых активных фондов России по версии портала Firrma: 2014 году фонд занял первое место, в 2015 году занял восьмое место, в 2016 году фонд поднялся в рейтинге на второе место.